# Schijn-gamma-uil
De schijn-gamma-uil (Syngrapha interrogationis) is een nachtvlinder uit de familie van de uilen (Noctuidae).

## Beschrijving
De voorvleugellengte bedraagt tussen de 15 en 18 millimeter. De grondkleur van de voorvleugel is zwartbruin met grijze marmering. Op de voorvleugel bevindt zich een zilverkleurige tekening van variabele vorm. De wetenschappelijke naam verwijst naar deze tekening, waar Linnaeus een vraagteken in zag (interrigationis signum = vraagteken).

## Waardplanten
De schijn-gamma-uil gebruikt struikhei en bosbes als waardplanten.

## Voorkomen
De schijn-gamma-uil komt verspreid over het noordelijk deel van het Palearctisch gebied voor, en meer zuidelijk in gebergten, en daarnaast in de taiga van Noord-Amerika.

### Voorkomen in Nederland en België
De schijn-gamma-uil is in Nederland een trekvlinder met slechts enkele bekende waarnemingen, en in België een zeer zeldzame soort uit het zuiden. De vlinder kent één generatie die vliegt van eind juni tot in augustus.